# The Farm 51
The Farm 51 — польская компания по изданию и разработке компьютерных видеоигр. Основана в 2005 году тремя ветеранами отрасли: Войцехом Паздуром, Камилем Бильчинским (оба ранее работали над серией «Painkiller» в «People Can Fly») и Робертом Сейка — бывшим президентом «3D Magazine». Первоначально компания получила аутсорсинг контрактов, работающих на других студиях, но потом собрали достаточно интеллектуальной собственности, чтобы получить финансирование от 1C на разработку собственных игр. В 2009 году компания выпустила первую игру NecroVisioN а затем её приквел — NecroVisioN: Lost Company.

## Разработанные игры
- 2007 — Time Ace (Nintendo DS)[3]
- 2009 — NecroVisioN (PC)

Старый логотип компании

- 2010 — NecroVisioN: Lost Company (PC)
- 2012 — Painkiller: Hell & Damnation (Linux. PC, Mac OS X, PS3, Xbox 360)
- 2013 — Deadfall Adventures (Linux, PC, Xbox 360, PS3)[4]
- 2016 — Chernobyl VR Project (PS4, PS VR)
- 2017 — Get Even (PC, PS4, Xbox One)
- 2018 — World War 3 (PC)
- 2021 — Chernobylite (PC, PS4, Xbox One, PS5, Xbox Series X/S, Nintendo Switch)
- 2025 — Chernobylite 2: Exclusion Zone (PC)

### Аутсорсинг проектов
- 2007 — StoneLoops! of Jurrassica (PC, Mac OS X, Ipad/Iphone)[5]
- 2007 — Ведьмак (PC, Mac OS X)
- 2010 — Two Worlds II (PC, Mac OS X, PS3, Xbox 360)